# Municipio de Logan (condado de Clark)
El municipio de Logan (en inglés: Logan Township) es un municipio ubicado en el condado de Clark en el estado estadounidense de Dakota del Sur. En el año 2010 tenía una población de 43 habitantes y una densidad poblacional de 0,47 personas por km².

## Geografía
El municipio de Logan se encuentra ubicado en las coordenadas 44°50′30″N 97°54′26″O / 44.84167, -97.90722. Según la Oficina del Censo de los Estados Unidos, el municipio tiene una superficie total de 92.28 km², de la cual 92,11 km² corresponden a tierra firme y (0,19 %) 0,17 km² es agua.

## Demografía
Según el censo de 2010, había 43 personas residiendo en el municipio de Logan. La densidad de población era de 0,47 hab./km². De los 43 habitantes, el municipio de Logan estaba compuesto por el 100 % blancos. Del total de la población el 0 % eran hispanos o latinos de cualquier raza.